# Erythromeris
Erythromeris is een geslacht van vlinders van de familie nachtpauwogen (Saturniidae), uit de onderfamilie Hemileucinae.

## Soorten
- E. flexilineata (Dognin, 1911)
- E. obscurior Lemaire, 1975
- E. saturniata (Walker, 1865)